# Nannocoris
Nannocoris is een geslacht van wantsen uit de familie van de Schizopteridae. Het geslacht werd voor het eerst wetenschappelijk beschreven door Odo Reuter in 1891.

## Soorten
Het genus bevat de volgende soorten:

- Nannocoris anophorus Weirauch, Hoey-Chamberlain & Knyshov, 2018
- Nannocoris arenarius Blatchley, 1926
- Nannocoris arimensis Emsley, 1969
- Nannocoris brevipilus Weirauch, Hoey-Chamberlain & Knyshov, 2018
- Nannocoris capitatus (Uhler, 1894)
- Nannocoris cavifrons McAtee & Malloch, 1925
- Nannocoris descolei Wygodzinsky, 1952
- Nannocoris flavomarginatus McAtee & Malloch, 1925
- Nannocoris nasus McAtee & Malloch, 1925
- Nannocoris nebulifera (Reuter, 1891)
- Nannocoris pricei Emsley, 1969
- Nannocoris schwarzi McAtee & Malloch, 1925
- Nannocoris tuberculiferus (Reuter, 1891)
- Nannocoris wrightae Emsley, 1969